# Birján
Birján é um município da Hungria, situado no condado de Baranya. Tem 9,07 km² de área e sua população em 2019 foi estimada em 520 habitantes.